# Шарніц
Шарніц (нім. Scharnitz) —  громада округу Інсбрук-Ланд у землі Тіроль, Австрія.
Шарніц лежить на висоті  964 м над рівнем моря і займає площу  158,77 км². Громада налічує 1328 мешканців. 
Густота населення 8/км².  
|                                 |
| Шарніц на мапі округу та землі. |

 Адреса управління громади: Adolf-Klinge-Platz 72, 6108 Scharnitz. 

## Демографія
Історична динаміка населення міста за даними сайту Statistik Austria

## Виноски
1. ↑  Dauersiedlungsraum der Gemeinden Politischen Bezirke und Bundesländer - Gebietsstand 1.1.2018 — Статистичне управління Австрії.
2. ↑  https://www.statistik.at/blickgem/blick1/g70348.pdf
3. ↑  www.scharnitz.tirol.gv.at. Архів оригіналу за 12 листопада 2007. Процитовано 12 квітня 2022.
4. ↑  Gemeindedaten von Scharnitz. Архів оригіналу за 27 листопада 2020. Процитовано 18 липня 2013.

| Австрія | Це незавершена стаття з географії Австрії. Ви можете допомогти проєкту, виправивши або дописавши її. |